# Mennouveaux
Mennouveaux ist eine französische Gemeinde mit 65 Einwohnern (Stand 1. Januar 2022) im Département Haute-Marne in der Region Grand Est. Sie gehört zum Kanton Poissons und zum Arrondissement Chaumont. 

## Lage
Sie ist umgeben von folgenden Nachbargemeinden:
| Esnouveaux         | Millières                                   | Longchamp |
| Ageville           | Kompassrose, die auf Nachbargemeinden zeigt |           |
| Lanques-sur-Rognon |                                             | Cuves     |

## Bevölkerungsentwicklung

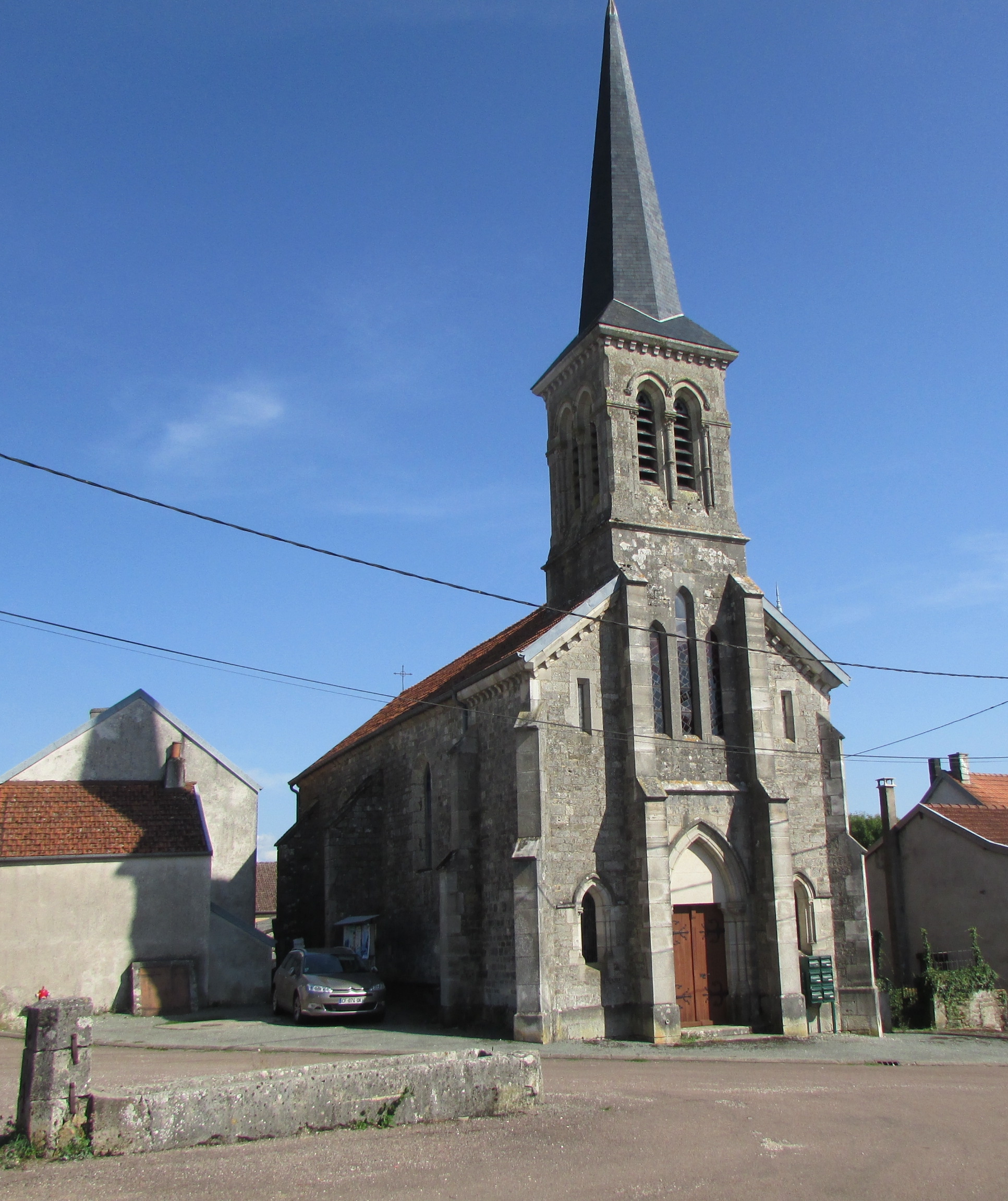
Kirche Saint-Martin

| Jahr                       | 1962 | 1968 | 1975 | 1982 | 1990 | 1999 | 2008 | 2018 |
| -------------------------- | ---- | ---- | ---- | ---- | ---- | ---- | ---- | ---- |
| Einwohner                  | 124  | 99   | 64   | 66   | 73   | 71   | 68   | 71   |
| Quellen: Cassini und INSEE |      |      |      |      |      |      |      |      |